# Clepsis insignata
Clepsis insignata es una especie de polilla del género Clepsis, categorizada en la tribu Archipini, de la subfamilia Tortricinae.

## Distribución
Se distribuye por Japón.

## Taxonomía
Fue descrita por Oku en 1963 y publicada en (Clepsis), Insecta Matsum. 25: 95.